# Ako di Salaspils

Scultura dedicata ad Ako

Ako (XII secolo – Salaspils, 4 giugno 1206) è stato un nobile livone e comandante (princeps ac senior) dell'esercito che combatté nel XIII secolo contro i tedeschi nell'ambito della crociata livoniana.

## Biografia
All'inizio del 1200, Ako iniziò ad organizzare una rivolta in Livonia contro i colonizzatori tedeschi presenti nella regione. Per raggiungere il suo scopo, si rivolse in cerca di aiuto al principe di Polack e ai lituani. Il suo piano non riuscì e i tedeschi riuscirono nell'intento di sottomettere i livoni. Con l'aiuto di Kaupo, prima a Turaida e poi nei pressi del fiume Daugava gli autoctoni furono sconfitti. L'ausilio promesso da Polack arrivò solo in ritardo. Gli anziani livoni incatenati furono gettati nelle segrete del castello di Riga e Ako, istigatore principale della rivolta, fu inviato al cospetto del vescovo Alberto di Riga. La regione della Livonia subì per vendetta saccheggi, i villaggi furono bruciati, i raccolti e i campi coltivati distrutti; gli abitanti si nascosero nelle foreste e quelli che non riuscirono a fuggire persero la vita.
tradimenti e di ogni male; aveva incitato il re di
Polack alla guerra contro il popolo di Riga; aveva radunato
i lituani; aveva convocato il popolo di Treiden e l'intera Livonia contro i cristiani.»
(Cronache di Enrico di Livonia)